# Dorsa di Venere
Segue una lista dei dorsa presenti sulla superficie di Venere. La nomenclatura di Venere è regolata dall'Unione Astronomica Internazionale; la lista contiene solo formazioni esogeologiche ufficialmente riconosciute da tale istituzione.
I dorsa di Venere portano il nome di divinità femminili collegate al cielo di varie culture.
Inoltre, si contano quattro dorsa inizialmente battezzati dall'IAU e la cui denominazione è stata poi abrogata.

## Prospetto
| Dorsa               | Eponimo | Latitudine | Longitudine | Diametro |
| ------------------- | --- | ---------- | ----------- | -------- |
| Abe Mango Dorsa     | Abe Mango - Figlia del dio del sole nella cultura dei Tucano. | 47° N      | 212° E      | 800 km   |
| Achek Dorsa         | Achek - Figlia del dio della pioggia nella cultura dei Dinca. | 37,2° S    | 230° E      | 1000 km  |
| Aditi Dorsa         | Aditī - Divinità della religione vedica. | 30° S      | 189° E      | 1200 km  |
| Ahsonnutli Dorsa    | Ahsonnutli - Spirito della luce e del cielo nella cultura dei Navajo. | 47,9° N    | 196,5° E    | 1708 km  |
| Aida-Wedo Dorsa     | Ayida Wedo - Loa del vudù haitiano. | 73° N      | 214° E      | 450 km   |
| Akewa Dorsa         | Akewa - Dea del sole nella cultura dei Toba. | 45,5° N    | 184° E      | 900 km   |
| Akuanda Dorsa       | Akuanda - Divinità della luce nella cultura degli Adighè. | 63,5° N    | 232° E      | 800 km   |
| Alkonost Dorsa      | Alkonost - Uccello profetico dal volto di donna del folklore russo. | 5° S       | 341° E      | 730 km   |
| Allat Dorsa         | Allat - Dea del cielo nella mitologia araba. | 60° N      | 70° E       | 750 km   |
| Amitolane Dorsa     | Amitolane - Spirito dell'arcobaleno nella cultura degli Zuñi. | 77° S      | 335° E      | 900 km   |
| Anpao Dorsa         | Anpao - Spirito dell'aurora nella cultura dei Dakota. | 62° N      | 207° E      | 550 km   |
| Arev Dorsa          | Arev - Divinità del sole nella cultura degli armeni. | 52° S      | 216° E      | 420 km   |
| Asiaq Dorsa         | Asiaq - Dea dei fenomeni atmosferici nella cultura degli Eschimesi. | 53° S      | 55° E       | 400 km   |
| Auska Dorsum        | Auska - Dea dei raggi solari nella cultura dei Lituani. | 59,9° N    | 357,8° E    | 361 km   |
| Aušrā Dorsa         | Aušrā - Dea dell'aurora nella cultura dei Lituani. | 49,4° N    | 25,3° E     | 859 km   |
| Barbale Dorsa       | Barbale - Dea del sole nella cultura dei Georgiani. | 15° N      | 143° E      | 1200 km  |
| Ben Dorsa           | Ben - Dea del cielo nella cultura dei Vietnamiti. | 71,2° N    | 284,1° E    | 628 km   |
| Bezlea Dorsa        | Bezlea - Dea della luce serale nella cultura dei Lituani. | 30,4° N    | 36,5° E     | 807 km   |
| Biliku Dorsa        | Biliku - Donna-ragno, signora del monsone, venerata nelle Isole Andamane. | 47° S      | 138° E      | 600 km   |
| Boszorkány Dorsa    | Boszorkány - Strega che solca il cielo volando nel folklore ungherese. | 19,5° S    | 105° E      | 550 km   |
| Charykh-Keyok Dorsa | Charykh-Keyok - Uccello magico nella cultura dei Chakassi. | 54,5° N    | 285° E      | 550 km   |
| Chih Nu Dorsum      | Chih Nu - Dea del cielo nella mitologia cinese. | 73° S      | 195° E      | 625 km   |
| Dennitsa Dorsa      | Zvezda Dennitsa - Nella mitologia slava, una delle due Zorya, figlie del sole e guardiane delle porte della sua dimora. In particolare, Zvezda Dennitsa è colei che apre le porte al mattino. | 85,6° N    | 205,9° E    | 872 km   |
| Dodola Dorsa        | Dodola - Dea della pioggia nella mitologia slava, detta anche Perperuna. | 46,8° N    | 272,6° E    | 607 km   |
| Dudumitsa Dorsa     | Dudumitsa - Divinità della pioggia nella mitologia bulgara. | 13,5° S    | 358° E      | 980 km   |
| Dyan-Mu Dorsa       | Dyan-Mu - Dea del fulmine nella mitologia cinese. | 78,2° N    | 31,9° E     | 687 km   |
| Dylacha Dorsa       | Dylacha - Dea del sole nella cultura degli Evenchi. | 19° S      | 76° E       | 650 km   |
| Etain Dorsa         | Étaín - Dea del sole e dei cavalli nella mitologia irlandese. | 45° S      | 199° E      | 1400 km  |
| Frigg Dorsa         | Frigg - La sposa celeste di Odino nella mitologia norrena. | 51,2° N    | 150,6° E    | 896 km   |
| Fulgora Dorsa       | Fulgora - Dea del fulmine nella mitologia romana. | 78,5° N    | 342° E      | 463 km   |
| Hemera Dorsa        | Emera - Personificazione del giorno nella mitologia greca. | 51° N      | 243,4° E    | 587 km   |
| Hera Dorsa          | Era - La sposa celeste di Zeus nella mitologia greca. | 36,4° N    | 29,5° E     | 813 km   |
| Iris Dorsa          | Iris - Dea dell'arcobaleno nella mitologia greca. | 52,7° N    | 221,3° E    | 2050 km  |
| Iyele Dorsa         | Iyele - Strega che controlla i venti nella mitologia moldava. | 50° N      | 278,7° E    | 595 km   |
| Kadlu Dorsa         | Kadlu - Divinità del tuono nella cultura degli eschimesi. | 69,5° S    | 188° E      | 500 km   |
| Kalm Dorsa          | Kalm - Messaggero alato tra gli dei e gli uomini nel cultura dei Mansi. | 18° N      | 309° E      | 300 km   |
| Kamari Dorsa        | Kamari - Signora del cielo nel folklore dei Georgiani. | 59,2° N    | 55,8° E     | 589 km   |
| Kastiatsi Dorsa     | Kastiatsi - Spirito dell'arcobaleno nella cultura degli Acoma. | 53° S      | 245° E      | 1200 km  |
| Khadne Dorsa        | Khadne - Signora delle tempeste di neve nella cultura dei Nenci. | 14° S      | 334,5° E    | 220 km   |
| Kotsmanyako Dorsa   | Kotsmanyako - La ragazza che disseminò di stelle il cielo nella mitologia dei Keres. | 76° S      | 242° E      | 1900 km  |
| Kuldurok Dorsa      | Kuldurok - Dea dei lampi e dei tuoni nella cultura degli Uzbeki. | 50,4° S    | 61° E       | 1100 km  |
| Laūma Dorsa         | Laūma - Strega del folklore lettone che solca i cieli. | 64,8° N    | 190,4° E    | 1517 km  |
| Laverna Dorsa       | Laverna - Dea del buio nella mitologia romana. | 50° S      | 132° E      | 1100 km  |
| Lemkechen Dorsa     | Lemkechen - Dea della stella polare nella mitologia berbera. | 18,5° N    | 68,5° E     | 2000 km  |
| Lukelong Dorsa      | Lukelong - Dea creatrice del cielo nella mitologia polinesiana. | 73,3° N    | 178,8° E    | 1566 km  |
| Lumo Dorsa          | Lumo - Dea del cielo, della pioggia e della foschia nella mitologia tibetana. | 24,5° N    | 149° E      | 500 km   |
| Mardezh-Ava Dorsa   | Mardezh-Ava - Dea del vento nella cultura dei Mariani. | 32,4° N    | 68,6° E     | 906 km   |
| Menkerot Dorsa      | Menkerot - Dea madre del sole nella mitologia egiziana. | 20° S      | 351,5° E    | 770 km   |
| Metelitsa Dorsa     | Metelitsa - Divinità delle tempeste di neve nella mitologia slava. | 16° N      | 31° E       | 1300 km  |
| Naatse-elit Dorsa   | Naatse-elit - Dea dell'arcobaleno nella cultura dei Navajo. | 66° S      | 249° E      | 950 km   |
| Nambi Dorsum        | Nambi - Dea del cielo nella cultura ugandese. | 72,5° S    | 213° E      | 1125 km  |
| Naran Dorsa         | Naran - Dea del sole nella cultura mongola. | 54° S      | 238° E      | 600 km   |
| Natami Dorsa        | Natami - Fata della bellezza nella cultura dei Mon. | 71,5° S    | 258° E      | 800 km   |
| Nephele Dorsa       | Nefele - Dea delle nuvole nella mitologia greca. | 39,7° N    | 138,8° E    | 1937 km  |
| Nichka Dorsa        | Nichka - Divinità della notte nella mitologia ucraina. | 10° S      | 354° E      | 550 km   |
| Norwan Dorsa        | Norwan - Dea della luce nella cultura dei Wintun. | 65° N      | 163° E      | 450 km   |
| Nuvakchin Dorsa     | Nuvakchin - Signora della neve nella cultura degli Hopi. | 53° S      | 212° E      | 2200 km  |
| Odzerchen Dorsa     | Odzerchen - Dea della luce nella mitologia tibetana. | 72° S      | 152° E      | 300 km   |
| Ojuz Dorsa          | Ojuz - Divinità del gelo e dei venti freddi nella cultura dei Tagiki. | 6° N       | 37° E       | 400 km   |
| Okipeta Dorsa       | Okipeta - Dea dei mulinelli d'aria nella mitologia greca. | 67,5° N    | 240° E      | 1200 km  |
| Oshumare Dorsa      | Oshumare - Divinità dell'arcobaleno nella cultura degli Yoruba. | 58,5° S    | 79° E       | 550 km   |
| Oya Dorsa           | Oyá - Dea dei nubifragi nella cultura degli Yoruba. | 21,5° N    | 157,5° E    | 480 km   |
| Pandrosos Dorsa     | Pandroso - Dea della rugiada nella mitologia greca. | 58,2° N    | 207,7° E    | 1254 km  |
| Poludnitsa Dorsa    | Poludnitsa - Spirito protettrice delle messi nella mitologia slava. | 5° N       | 179,5° E    | 1500 km  |
| Pulugu Dorsa        | Pulugu - Divinità dei monsoni nella cultura delle Isole Andamane. | 65° S      | 225° E      | 650 km   |
| Ragana Dorsa        | Ragana - Strega del folklore lettone. | 69° S      | 246° E      | 950 km   |
| Rokapi Dorsa        | Rokapi - Strega del folklore georgiano. | 55° S      | 222° E      | 2200 km  |
| Salme Dorsa         | Salme - Figura celeste nella mitologia finnica. | 58° N      | 25,2° E     | 447 km   |
| Saule Dorsa         | Saule - Dea del sole nella mitologia di Lettoni e Lituani. | 58° S      | 206° E      | 1375 km  |
| Semuni Dorsa        | Semuni - Dea del cielo nella cultura degli Ulci. | 75,9° N    | 8° E        | 514 km   |
| Shishimora Dorsa    | Shishimora - Divinità della notte e dei sogni nella mitologia slava, detta anche Kikimora. | 37° N      | 297° E      | 800 km   |
| Sige Dorsa          | Sige - Dea del cielo della mitologia babilonese. | 31,2° N    | 106,9° E    | 478 km   |
| Siksaup Dorsa       | Siksaup - Dea del sole nella cultura dei Jingpo. | 73° S      | 228° E      | 650 km   |
| Sinanevt Dorsa      | Sinanevt - La sposa dell'uomo delle nevi nella cultura degli Itelmeni. | 66,5° N    | 171° E      | 1800 km  |
| Sirona Dorsa        | Sirona - Dea delle guarigioni nella mitologia celtica. | 43,5° S    | 193,5° E    | 700 km   |
| Sogbo Dorsa         | Sogbo - Divinità del tuono nella cultura dei Fon. | 40° S      | 237° E      | 900 km   |
| Spidola Dorsa       | Spidola - Strega del folklore lettone. | 73,5° S    | 325° E      | 950 km   |
| Sunna Dorsa         | Sunna - Dea del sole della mitologia norrena, detta anche Sól. | 53° S      | 134° E      | 500 km   |
| Surupa Dorsa        | Surupa - Dea del cielo e della pioggia nella mitologia hindu. | 71,7° N    | 209° E      | 981 km   |
| Tikoiwuti Dorsa     | Tikoiwuti - Dea del buio nella cultura degli Hopi. | 56° N      | 225° E      | 1000 km  |
| Tinianavyt Dorsa    | Tinianavyt - Sposa del signore del cielo nella cultura dei Coriachi. | 51° S      | 239° E      | 1500 km  |
| Tomem Dorsa         | Tomem - Madre del caldo nella cultura dei Ket. | 31,2° N    | 7,2° E      | 970 km   |
| Tsovinar Dorsa      | Tsovinar - Divinità dei lampi nella mitologia armena. | 46° S      | 254° E      | 1100 km  |
| Tukwunag Dorsa      | Tukwunag - Signora dei cumuli nella cultura degli Hopi. | 69° S      | 155° E      | 1000 km  |
| Unelanuhi Dorsa     | Unelanuhi - Dea del sole nella cultura dei Cherokee. | 12° N      | 87° E       | 2600 km  |
| Uni Dorsa           | Uni - Dea suprema della mitologia etrusca. | 33,7° N    | 114,3° E    | 800 km   |
| Unuk Dorsa          | Unuk - Signora della notte nella cultura degli Eschimesi della Čukotka. | 4,5° S     | 351,5° E    | 400 km   |
| Urkuk Dorsa         | Urkuk - Signora della notte nella cultura dei Nivchi. | 12° S      | 320° E      | 600 km   |
| Vaiva Dorsum        | Vaiva - Dea dell'arcobaleno nella mitologia lituana. | 53,2° S    | 204° E      | 520 km   |
| Varma-Ava Dorsa     | Varma-Ava - Dea dei venti nella cultura dei Mordvini. | 62,3° N    | 268,8° E    | 767 km   |
| Vedma Dorsa         | Vedma - Strega del folklore slavo. | 42° N      | 159° E      | 3345 km  |
| Vejas-mate Dorsa    | Vejas-mate - Madre dei venti nella mitologia lettone. | 70,5° S    | 245° E      | 1600 km  |
| Vetsorgo Dorsum     | Vetsorgo - Figlia del dio celeste supremo nella cultura dei Mordvini. | 6,5° S     | 163° E      | 700 km   |
| Wala Dorsa          | Wala - Spirito dell'aurora nella cultura dei Fox. | 17° S      | 62° E       | 500 km   |
| Yalyane Dorsa       | Yalyane - Signora della luce nella cultura dei Nenci. | 7° N       | 177° E      | 1200 km  |
| Yumyn-Udyr Dorsa    | Yumyn-Udyr - Figlia dei dio celeste supremo nella cultura dei Mariani. | 81,4° N    | 164,7° E    | 1086 km  |
| Zaryanitsa Dorsa    | Zaryanitsa - Dea dei lampi notturni nella mitologia slava. | 0° N       | 170° E      | 1100 km  |
| Zimcerla Dorsa      | Zimcerla - Dea dell'aurora nella mitologia slava. | 47,5° S    | 73,5° E     | 850 km   |
| Zorile Dorsa        | Zorile - Dea dell'aurora nella mitologia moldava. | 39,9° N    | 338,4° E    | 1041 km  |

## Nomenclatura abolita
| Dorsa           | Eponimo                                                  | Latitudine | Longitudine | Diametro | Motivazione                 |
| --------------- | -------------------------------------------------------- | ---------- | ----------- | -------- | --------------------------- |
| Breksta Dorsa   | Breksta - Dea del buio notturno nella mitologia lituana. | 35,9° N    | 304° E      | 700 km   | Riclassificato come linea.  |
| Juno Dorsum     | Giunone - La sposa di Giove nella mitologia romana.      | 31° S      | 95,6° E     | 1652 km  | Riclassificato come chasma. |
| Szél-anya Dorsa | Szél-anya - Madre dei venti nella cultura degli Ungari.  | 79,4° N    | 81,3° E     | 975 km   | Riclassificato come lineae. |
| Tezan Dorsa     | Tezan - Dea dell'aurora nella mitologia etrusca.         | 81,4° N    | 47,1° E     | 1079 km  | Riclassificato come lineae. |